# Temelucha siccata
Temelucha siccata là một loài tò vò trong họ Ichneumonidae.